# 東広島市立久芳小学校
東広島市立久芳小学校（ひがしひろしましりつ くばしょうがっこう）は、かつて広島県東広島市福富町久芳にあった市立小学校。

## 概要
東広島市の北部にあった。かつての校区には福富ダムが完成し、周辺の環境が変化しつつある。
同じ福富町の竹仁小学校と統合され、福富小学校となったために閉校となった。

## 沿革
- 1873年4月 - 学制施行に基づき修道館として開校。
- 1881年4月 - 公立久芳小学校と改称。
- 1891年4月 - 久芳尋常小学校と改称。
- 1932年12月 - 校章制定。
- 1933年11月 - 校歌制定。
- 1941年4月 - 久芳国民学校と改称。
- 1947年4月 - 久芳村立久芳小学校と改称。
- 1955年8月 - 福富町立久芳小学校となる。
- 1969年4月 - 上戸野小学校を統合。
- 1988年1月 - 新校舎落成。
- 1997年3月 - 新体育館落成。
- 2005年1月 - 新プール完成。
- 2005年2月 - 町合併により東広島市立久芳小学校と改称。
- 2021年3月27日 - 東広島市立竹仁小学校と統合し、東広島市立福富小学校となり閉校。

## 学校行事
- 4月 - 入学式、遠足
- 5月 - 小中合同運動会、修学旅行
- 11月 - 学習発表会
- 12月 - 校内持久走大会
- 3月 - 卒業式

## 通学区域
- 東広島市
  - 福富町久芳
  - 福富町上戸野

## 進学先中学校
- 東広島市立福富中学校

## 交通
- 芸陽バス岡山八幡前バス停下車

## 周辺
- わにぶちの滝
- 県央の森公園
- 福富ダム
- 高塚城跡